# رون جونز (مخرج)
رون جونز (بالإنجليزية: Ron Jones)‏ هو مخرج بريطاني، ولد في 6 أغسطس 1945 في برستل في المملكة المتحدة، وتوفي في 9 يوليو 1993.

## وصلات خارجية
- رون جونز على موقع IMDb (الإنجليزية)
- رون جونز على موقع أول موفي (الإنجليزية)
- رون جونز على موقع قاعدة بيانات الفيلم (الإنجليزية)